# 泰国国旗
泰國國旗（音译通代隆，即三色旗之意），是一面三色旗，由紅－白－靛－白－紅五條橫帶組成，靛帶比紅白帶寬一倍。紅色代表著泰國的國土與民族；白色原指上座部佛教，後來則被解釋為宗教之意；靛色則是指王室和國王。
现行國旗採用於1917年9月28日，由國王拉瑪六世設計。
2017年起，每年9月28日是泰国国旗纪念日，为非法定假日。

## 设计

### 比例
根據1979年頒布的《國旗條例》，泰國國旗被詳細形容為「旗幟為長方形，寬度為6個單位、長度為9個單位。旗幟分為五個條紋，中間的靛色條紋寬度為2個單位、白色的條紋寬度為1個單位，緊挨著靛色條紋的每一側、紅色的條紋寬度為1個單位，緊挨著白色條紋的每一側」。

泰國旗的定位圖

### 顏色規範
1917年至2017年間，泰國國旗的顏色未有按照色彩標準規範實際的色樣。至2017年9月30日，泰國总理府在泰國國旗啟用一百週年之際，按照CITLAB色彩空間標準，頒佈國旗的顏色規範。
| 顏色 | 顏色 | CIELAB D65 | CIELAB D65 | CIELAB D65 | CIELAB D65 |
| 顏色 | 顏色 | L*         | a*         | b*         | ΔE*        |
| ---- | ---- | ---------- | ---------- | ---------- | ---------- |
|      | 紅   | 36.4       | 55.47      | 25.42      | ≤1.5       |
|      | 白   | 96.61      | −0.15      | −1.48      | ≤1.5       |
|      | 靛   | 18.63      | 7.89       | −19.45     | ≤1.5       |

#### 現行顏色規範
| （2017年至今）   | 紅         | 白          | 靛         |
| ---------------- | ---------- | ----------- | ---------- |
| Pantone          | 350c       | 225c        | 246c       |
| CMYK             | 0-85-70-35 | 2-1-0-3     | 39-43-0-71 |
| RGB              | 165-25-49  | 244-245-248 | 45-42-74   |
| 十六進制顏色代碼 | #A51931    | #F4F5F8     | #2D2A4A    |

#### 規範前的常用顏色
| （1917年至2017年） | 紅        | 白          | 靛         |
| ------------------ | --------- | ----------- | ---------- |
| Pantone            | 358c      | 109c        | 248c       |
| CMYK               | 0-88-85-7 | 0-0-0-0     | 54-63-0-69 |
| RGB                | 237-28-36 | 255-255-255 | 36-29-79   |
| 十六進制顏色代碼   | #ED1C24   | #FFFFFF     | #241D4F    |

## 历史演变
大城王国时期，泰国还没有国旗；当时以纯红色旗帜作为商船用旗，而非真正意义上的国旗。
1782年，拉玛一世以红色为底设计了环刃旗，为王室船只专用旗。
1817年，拉玛二世在旗帜中加入了白象，为王室船只专用旗。
1855年，拉玛四世设计了白象旗，民间可使用红底白象旗，而王室则使用蓝底白象旗。
1916年，拉玛六世为白象旗增添了一些装饰。后来拉玛六世于某次外出某府访问时，接待方不慎倒挂了旗帜。于是改成红白条旗。
1917年9月28日，拉玛六世把旗帜中间的条带改成靛色，由本人喜愛紫色，指在星期六出生的好運，形成了现在的三色旗。
- 船只用旗（约1700年－1782年）[6]
- 环刃旗（1782年－1817年）[6]
- 环刃白象旗（1817年－1855年）[6]
- 白象旗（1855年－1916年），民间用旗。[6]
- 白象旗（1855年－1916年），王室专用旗。
- 祭坛白象旗（1916年－1917年）[6]
- 通哈柳（1916年－1917年）[6]
- 通代隆（1917年－现在）

## 其他旗帜

### 海軍旗
海軍旗 與國旗相同，中間有紅圈，中有寶象。
- 泰国海軍旗，比例2:3

### 国籍旗
- 泰国國籍旗

### 外交大使旗
大使旗 與國旗相同，中間有藍圈，中有寶象。
- 泰国大使館及大使旗，比例2:3

### 外交領事旗
- 泰国領事館及領事旗

## 纪念
2017年9月28日，曼谷总理府为泰国国旗诞生100周年祭举行庆祝活动。

## 相似旗帜
泰国国旗与哥斯达黎加国旗形制相似，而比例和颜色组成（蓝-白-红-白-蓝）不同。
- 哥斯达黎加国旗
- 哥斯达黎加政府旗

## 外部連結
- 泰国国旗博物馆官网